# Guvernoratul Sana'a
Sana'a (în arabă:صنعاء ) este un guvernorat în Yemen. Reședința sa este orașul Sana'a.